# Занулье
Зану́лье — село в Прилузском районе Республики Коми. Административный центр сельского поселения Занулье.

## Этимология
Название Занулье (Занюлье) возникло из-за географического положения селения. Оно находится между двумя реками — Большой Нюлой (коми Ыджыд Нюлаю) и Малой Нюлой (коми Ичöт Нюлаю). С какой бы стороны не подходил к селу путник, оно всегда оказывалось для него за Нюлой. Отсюда и название — Занулье.

## География
Расположено на правом берегу реки Лузы, в 6 км к западу от автодороги Р24 Сыктывкар — Верхние Мураши. Ближайший населённый пункт — деревня Мишаково (также относится к Занульскому сельскому поселению).
Улицы:
- Центральная
- имени Юхнина
- Молодёжная
- Вахтовая

## Палеонтология
В районе села в отложениях раннего триасового периода (верхнеоленёкский подъярус) обнаружен ископаемый образец темноспондильной амфибии Melanopelta.

## История
Первоначально на месте, где сейчас расположено село, возникла деревня Спиринская (названная так, вероятно, по имени своего первого жителя Спири, то есть Спиридона). Через некоторое время рядом с ней появилась деревня Другая Спиринская, а затем и Третья Спиринская. Первое упоминание о них в исторических документах относится к 1620 году. Со временем все три деревни образовали один населённый пункт. В 1859 году он записан под названием Спиринское (Занулье).
В 1898 году было открыто Занульское земское училище. В 1900—1901 годах в нём обучалось 25 мальчиков и 5 девочек.
В 1929 году избран сельский Совет. В 1930—1931 годах началась коллективизация сельского хозяйства. Были организованы сельхозартель «Труд» и Занульский лесопункт. В 1935 году построены здания магазина и школы.
В 1947 году в селе появилось электричество. Электрический ток поступал от ГЭС, построенной на речке Малая Нюла. Это была первая ГЭС в районе. В 1954 году в подарок односельчанам писатель Василий Васильевич Юхнин привёз пилораму. В 1958 году построены здания почты и клуба им. В. В. Юхнина.
С 1970 года в селе стали появляться телевизоры. Телепередача шла из Векшорской телевизионной станции. В 1972 году в Занулье установлена автоматическая телефонная станция (АТС) на 50 номеров. В 1975 году было построено новое здание магазина. Продукты поступали из села Спаспоруб, где находилась контора сельпо.
В 1981 году построен асфальтобетонный завод около речки Малая Нюла. В 1982 году построена асфальтированная дорога до села Спаспоруб и деревни Ракинской.
В 2007 году построена и освящена часовня святого Николая Чудотворца. В 2010 году открыт музей Василия Юхнина.
Глава администрации — И. Л. Старцев (2011).
Молодёжная инициативная группа (МИГ), состоящая из студентов и школьников, проводит различные мероприятия (в том числе по благоустройству села, спортивных и развлекательных).
На окраине Занулья возводится туристическая деревня.

## Известные земляки
Юхнин, Василий Васильевич (коми Луздор Вась, Öнчу Вась) — коми писатель, автор романа «Алая лента»